# Большое Солёное (озеро, Северо-Казахстанская область)
Большое Солёное (каз. Большое Солёное) — солёное озеро в районе Магжана Жумабаева Северо-Казахстанской области Казахстана. Находится в 7 км к юго-западу от города Булаево и в 500 м к северо-востоку от села Полтавка в урочище Камышловский лог.
По данным топографической съёмки 1940-х годов, площадь поверхности озера составляет 8,61 км². Наибольшая длина озера — 5,4 км, наибольшая ширина — 2,6 км. Длина береговой линии составляет 14,8 км, развитие береговой линии — 1,41. Озеро расположено на высоте 118,5 м над уровнем моря.
По данным исследований второй половины 1950-х годов, площадь поверхности озера составляет 9,3 км². Наибольшая длина озера — 5 км, наибольшая ширина — 2,4 км. Длина береговой линии составляет 14 км.
Озеро входит в перечень рыбохозяйственных водоёмов местного значения, имеется озёрно-товарное рыбоводное хозяйство.